# Eugenia amshoffiae
Eugenia amshoffiae är en myrtenväxtart som beskrevs av Mcvaugh. Eugenia amshoffiae ingår i släktet Eugenia och familjen myrtenväxter.
Artens utbredningsområde är Guyana. Inga underarter finns listade i Catalogue of Life.